# Rudolf Rohlinger
Rudolf Friedrich Rohlinger (* 27. Februar 1926 in Lingen (Ems); † 6. August 2011 in Pulheim) war ein deutscher Fernsehjournalist und -moderator.

## Leben
Rohlinger besuchte das Gymnasium Georgianum seiner Geburtsstadt Lingen (Ems). 1943 wurde er zur Wehrmacht eingezogen und zunächst als Luftwaffenhelfer eingesetzt. Später diente er bei der Luftwaffe und der Fallschirmtruppe. Gegen Kriegsende erlitt er eine Verwundung.
Nach dem Krieg studierte Rohlinger an den Universitäten Münster und Glasgow. In Münster fungierte er zeitweilig als Vorsitzender des dortigen Sozialistischen Studentenbundes (SDS). Seine journalistische Laufbahn begann Rohlinger als Volontär während der Semesterferien bei der Neuen Ruhr Zeitung in Essen, wo er ab 1950 als Redakteur im Ressort Politik tätig war. Es folgte ab 1955 eine Tätigkeit beim Kölner Stadt-Anzeiger. Dort arbeitete er zunächst als Redakteur, später wurde er Chefreporter bzw. Redaktionsleiter.
1963 wechselte Rudolf Rohlinger zum Westdeutschen Rundfunk Köln (WDR) als Redakteur und Reporter. Besondere Bekanntheit erlangte er ab 1965 insbesondere als Wahlberichterstatter und Wahlanalytiker der ARD.  Einem breiten Publikum war er auch als Partner von Claus Hinrich Casdorff in den Kreuzfeuer-Interviews des ARD-Magazins Monitor bekannt. 1968 hatte Rohlinger eine Hauptrolle als „Der Reporter“ in dem Fernsehspiel Novemberverbrecher. In den 1970er Jahren hatte Rohlinger einen Lehrauftrag am Institut für Publizistik der WWU Münster. Von 1974 bis 1977 war Rohlinger stellvertretender Chefredakteur des WDR sowie Leiter der Programmgruppe „Feature und Dokumentation“. Ab 1977 berichtete Rohlinger als ARD-Korrespondent aus New York. Nach seiner Rückkehr 1981 war er in der Redaktion „Fernsehspiel und Unterhaltung“ des WDR tätig.
Am 20. März 1982 moderierte er zusammen mit Carolin Reiber den deutschen Vorentscheid zum Eurovision Song Contest in Harrogate. Ab Juli 1982 moderierte er für 13 Folgen die vom damaligen SDR produzierte Unterhaltungssendung Rätselflug.